# Communauté de communes du Pithiverais
Die Communauté de communes du Pithiverais ist ein französischer Gemeindeverband mit der Rechtsform einer Communauté de communes im Département Loiret in der Region Centre-Val de Loire. Der Gemeindeverband wurde am 29. August 2016 gegründet und umfasst 31 Gemeinden. Der Verwaltungssitz befindet sich im Ort Pithiviers.

## Historische Entwicklung
Der Gemeindeverband entstand mit Wirkung vom 1. Januar 2017 durch die Fusion der Vorgängerorganisationen
- Communauté de communes du Plateau Beauceron,
- Communauté de communes de Beauce et du Gâtinais und
- Communauté de communes Le Cœur du Pithiverais.

## Mitgliedsgemeinden
| Gemeinde                              | Einwohner 1. Januar 2022 | Fläche km² | Dichte Einw./km² | Code INSEE | Postleitzahl |
| ------------------------------------- | ------------------------ | ---------- | ---------------- | ---------- | ------------ |
| Ascoux                                | 1.070                    | 6,75       | 159              | 45010      | 45300        |
| Audeville                             | 180                      | 12,71      | 14               | 45012      | 45300        |
| Autruy-sur-Juine                      | 729                      | 27,11      | 27               | 45015      | 45480        |
| Bondaroy                              | 414                      | 6,94       | 60               | 45038      | 45300        |
| Bouilly-en-Gâtinais                   | 307                      | 15,96      | 19               | 45045      | 45300        |
| Bouzonville-aux-Bois                  | 419                      | 7,54       | 56               | 45047      | 45300        |
| Boynes                                | 1.323                    | 15,43      | 86               | 45050      | 45300        |
| Césarville-Dossainville               | 222                      | 19,06      | 12               | 45065      | 45300        |
| Chilleurs-aux-Bois                    | 2.103                    | 52,22      | 40               | 45095      | 45170        |
| Courcy-aux-Loges                      | 453                      | 20,90      | 22               | 45111      | 45300        |
| Dadonville                            | 2.363                    | 18,21      | 130              | 45119      | 45300        |
| Engenville                            | 539                      | 18,10      | 30               | 45133      | 45300        |
| Escrennes                             | 711                      | 11,55      | 62               | 45137      | 45300        |
| Estouy                                | 512                      | 18,07      | 28               | 45139      | 45300        |
| Givraines                             | 420                      | 11,26      | 37               | 45157      | 45300        |
| Guigneville                           | 541                      | 32,01      | 17               | 45162      | 45300        |
| Intville-la-Guétard                   | 175                      | 4,88       | 36               | 45170      | 45300        |
| Laas                                  | 241                      | 6,60       | 37               | 45177      | 45300        |
| Mareau-aux-Bois                       | 565                      | 11,61      | 49               | 45195      | 45300        |
| Marsainvilliers                       | 313                      | 10,82      | 29               | 45198      | 45300        |
| Morville-en-Beauce                    | 175                      | 11,02      | 16               | 45217      | 45300        |
| Pannecières                           | 116                      | 7,02       | 17               | 45246      | 45300        |
| Pithiviers                            | 8.981                    | 6,94       | 1.294            | 45252      | 45300        |
| Pithiviers-le-Vieil                   | 1.729                    | 33,68      | 51               | 45253      | 45300        |
| Ramoulu                               | 246                      | 11,96      | 21               | 45260      | 45300        |
| Rouvres-Saint-Jean                    | 299                      | 10,10      | 30               | 45263      | 45300        |
| Santeau                               | 393                      | 8,71       | 45               | 45301      | 45170        |
| Sermaises                             | 1.703                    | 21,25      | 80               | 45310      | 45300        |
| Thignonville                          | 388                      | 9,16       | 42               | 45320      | 45300        |
| Vrigny                                | 797                      | 16,14      | 49               | 45347      | 45300        |
| Yèvre-la-Ville                        | 666                      | 26,77      | 25               | 45348      | 45300        |
| Communauté de communes du Pithiverais | 29.093                   | 490,48     | 59               | –          | –            |